# Victor Wégria
Victor Lucien Wégria (ur. 4 listopada 1936 w Villers-Le-Bouillet  – zm. 6 czerwca 2008 w Liège) – belgijski piłkarz grający na pozycji napastnika. Był reprezentantem Belgii.

## Kariera klubowa
Swoją karierę piłkarską Wégria rozpoczął w klubie RFC Liège. Zadebiutował w nim w sezonie 1955/1956 w pierwszej lidze belgijskiej. W sezonie 1958/1959, w którym wywalczył wicemistrzostwo kraju, został po raz pierwszy w karierze królem strzelców ligi. Strzelił wówczas 26 goli. W sezonie 1959/1960 po raz drugi został królem strzelców (21 goli), a w sezonie 1960/1961 (23 gole) po raz trzeci przyczyniając się do wywalczenia wicemistrzostwa Belgii. W sezonie 1962/1963 po raz czwarty był najlepszym strzelcem ligi zdobywając 24 bramki.
W 1965 roku Wégria odszedł do Standardu Liège, w którym grał przez rok. Z kolei w latach 1966-1968 występował w trzecioligowym Racing Jette, w którym zakończył karierę.
| Sezon   | Klub           | Kraj   | Rozgrywki   | Mecze | Gole |
| ------- | -------------- | ------ | ----------- | ----- | ---- |
| 1954/55 | RFC Liège      | Belgia | Division 1  | 13    | 1    |
| 1955/56 | RFC Liège      | Belgia | Division 1  | 25    | 10   |
| 1956/57 | RFC Liège      | Belgia | Division 1  | 26    | 11   |
| 1957/58 | RFC Liège      | Belgia | Division 1  | 18    | 9    |
| 1958/59 | RFC Liège      | Belgia | Division 1  | 28    | 26   |
| 1959/60 | RFC Liège      | Belgia | Division 1  | 28    | 21   |
| 1960/61 | RFC Liège      | Belgia | Division 1  | 30    | 23   |
| 1961/62 | RFC Liège      | Belgia | Division 1  | 22    | 7    |
| 1962/63 | RFC Liège      | Belgia | Division 1  | 29    | 24   |
| 1963/64 | RFC Liège      | Belgia | Division 1  | 19    | 10   |
| 1964/65 | RFC Liège      | Belgia | Division 1  | 7     | 3    |
| 1965/66 | Standard Liège | Belgia | Division 1  | 14    | 6    |
| 1966/67 | Racing Jette   | Belgia | Division 3B | 23    | 8    |
| 1967/68 | Racing Jette   | Belgia | Division 3B | 17    | 3    |

## Kariera reprezentacyjna
W reprezentacji Belgii Wégria zadebiutował 8 grudnia 1957 w zremisowanym 1:1 towarzyskim meczu z Turcją, rozegranym w Ankarze. Od 1957 do 1961 roku rozegrał 5 meczów i strzelił 2 gole w kadrze narodowej.

## Kariera trenerska
Po zakończeniu kariery piłkarskiej Wégria został trenerem. Prowadził: EH Braives (1970-1971), dwukrotnie RFC Liège (1971-1975 i 1982-1983) oraz RCS Verviétois (1986-1987).